# Campeonato Europeu de Halterofilismo de 1994
O Campeonato Europeu de Halterofilismo de 1994 foi a 73ª edição do campeonato, sendo organizado pela Federação Europeia de Halterofilismo, em Sokolov, na Chéquia, entre 9 a 15 de maio de 1994. Foram disputadas 10 categorias com a presença de 162 halterofilistas de 29 nacionalidades. Também ocorreu a 7ª edição do Campeonato Europeu de Halterofilismo feminino, sendo organizado pela Federação Europeia de Halterofilismo, em Roma na Itália. A edição feminina contou com nove categorias.

## Medalhistas

### Masculino
| Evento                     | Ouro                              | Ouro              | Prata                             | Prata             | Bronze                          | Bronze            |
| Mosca (até 54 kg)          | Mosca (até 54 kg)                 | Mosca (até 54 kg) | Mosca (até 54 kg)                 | Mosca (até 54 kg) | Mosca (até 54 kg)               | Mosca (até 54 kg) |
| -------------------------- | --------------------------------- | ----------------- | --------------------------------- | ----------------- | ------------------------------- | ----------------- |
| Arranque                   | Sevdalin Minchev · Bulgária       | 125,0 kg          | Halil Mutlu · Turquia             | 122,5 kg          | Iakovos Polanidis · Grécia      | 115,0 kg          |
| Arremesso                  | Halil Mutlu · Turquia             | 155,0 kg          | Sevdalin Minchev · Bulgária       | 150,0 kg          | Iakovos Polanidis · Grécia      | 145,0 kg          |
| Total                      | Halil Mutlu · Turquia             | 277,5 kg          | Sevdalin Minchev · Bulgária       | 275,0 kg          | Iakovos Polanidis · Grécia      | 260,0 kg          |
| Galo (até 59 kg)           |                                   |                   |                                   |                   |                                 |                   |
| Arranque                   | Nikolay Peshalov · Bulgária       | 135,0 kg          | Radostin Panayotov · Bulgária     | 132,5 kg          | Vladimir Melikhov · Rússia      | 127,5 kg          |
| Arremesso                  | Nikolay Peshalov · Bulgária       | 162,5 kg          | Georgios Tzelilis · Grécia        | 162,5 kg          | Vladimir Melikhov · Rússia      | 157,5 kg          |
| Total                      | Nikolay Peshalov · Bulgária       | 297,5 kg          | Radostin Panayotov · Bulgária     | 290,0 kg          | Georgios Tzelilis · Grécia      | 287,5 kg          |
| Pena (até 64kg)            |                                   |                   |                                   |                   |                                 |                   |
| Arranque                   | Naim Suleymanoglu · Turquia       | 145,0 kg          | Hafız Süleymanoğlu · Turquia      | 142,5 kg          | Ilian Tsankov · Bulgária        | 142,5 kg          |
| Arremesso                  | Naim Suleymanoglu · Turquia       | 180,0 kg          | Valerios Leonidis · Grécia        | 177,5 kg          | Eduard Darbinyan · Armênia      | 172,5 kg          |
| Total                      | Naim Suleymanoglu · Turquia       | 325,0 kg          | Valerios Leonidis · Grécia        | 317,5 kg          | Ilian Tsankov · Bulgária        | 312,5 kg          |
| Leve (até 70 kg)           |                                   |                   |                                   |                   |                                 |                   |
| Arranque                   | Israel Militosyan · Armênia       | 157,5 kg          | Fedail Guler · Turquia            | 155,0 kg          | Ergun Batmaz · Turquia          | 152,5 kg          |
| Arremesso                  | Yoto Yotov · Bulgária             | 192,5 kg          | Fedail Guler · Turquia            | 187,5 kg          | Hayk Yeghiazaryan · Armênia     | 185,0 kg          |
| Total                      | Yoto Yotov · Bulgária             | 345,0 kg          | Fedail Guler · Turquia            | 342,5 kg          | Ergun Batmaz · Turquia          | 332,5 kg          |
| Médio (até 76 kg)          |                                   |                   |                                   |                   |                                 |                   |
| Arranque                   | Khachatur Kyapanaktsyan · Armênia | 165,0 kg          | Roman Sevasteev · Ucrânia         | 162,5 kg          | Ruslan Savchenko · Ucrânia      | 160,0 kg          |
| Arremesso                  | Ruslan Savchenko · Ucrânia        | 195,0 kg          | Victor Mitrou · Grécia            | 192,5 kg          | Roman Sevasteev · Ucrânia       | 192,5 kg          |
| Total                      | Ruslan Savchenko · Ucrânia        | 355,0 kg          | Khachatur Kyapanaktsyan · Armênia | 355,0 kg          | Roman Sevasteev · Ucrânia       | 355,0 kg          |
| Pesado-ligeiro (até 83 kg) |                                   |                   |                                   |                   |                                 |                   |
| Arranque                   | Vadym Bazhan · Ucrânia            | 172,5 kg          | Oleksandr Blyshchyk · Ucrânia     | 170,0 kg          | Sergo Chakhoyan · Armênia       | 165,0 kg          |
| Arremesso                  | Vadim Vacarciuc · Moldávia        | 205,0 kg          | Vadym Bazhan · Ucrânia            | 205,0 kg          | Sergo Chakhoyan · Armênia       | 202,5 kg          |
| Total                      | Vadym Bazhan · Ucrânia            | 377,5 kg          | Oleksandr Blyshchyk · Ucrânia     | 372,5 kg          | Vadim Vacarciuc · Moldávia      | 370,0 kg          |
| Meio-pesado (até 91 kg)    |                                   |                   |                                   |                   |                                 |                   |
| Arranque                   | Igor Alekseyev · Rússia           | 185,0 kg          | Alexei Petrov · Rússia            | 185,0 kg          | Kakhi Kakhiashvili · Geórgia    | 180,0 kg          |
| Arremesso                  | Alexei Petrov · Rússia            | 227,5 kg          | Kakhi Kakhiashvili · Geórgia      | 220,0 kg          | Ivan Chakarov · Bulgária        | 215,0 kg          |
| Total                      | Alexei Petrov · Rússia            | 412,5 kg          | Kakhi Kakhiashvili · Geórgia      | 400,0 kg          | Ivan Chakarov · Bulgária        | 395,0 kg          |
| Pesado I (até 99 kg)       |                                   |                   |                                   |                   |                                 |                   |
| Arranque                   | Sergey Syrtsov · Rússia           | 190,0 kg          | Aghvan Grigoryan · Armênia        | 177,5 kg          | Mukhran Gogia · Geórgia         | 177,5 kg          |
| Arremesso                  | Sergey Syrtsov · Rússia           | 225,0 kg          | Oleg Chiritso · Bielorrússia      | 217,5 kg          | Mukhran Gogia · Geórgia         | 210,0 kg          |
| Total                      | Sergey Syrtsov · Rússia           | 415,0 kg          | Oleg Chiritso · Bielorrússia      | 387,5 kg          | Mukhran Gogia · Geórgia         | 387,5 kg          |
| Pesado II (até 108 kg)     |                                   |                   |                                   |                   |                                 |                   |
| Arranque                   | Timur Taymazov · Ucrânia          | 195,0 kg          | Vadim Stasenko · Rússia           | 182,5 kg          | Ihor Razoronov · Ucrânia        | 182,5 kg          |
| Arremesso                  | Timur Taymazov · Ucrânia          | 235,0 kg          | Vadim Stasenko · Rússia           | 230,0 kg          | Aleksandr Popov · Rússia        | 220,0 kg          |
| Total                      | Timur Taymazov · Ucrânia          | 430,0 kg          | Vadim Stasenko · Rússia           | 412,5 kg          | Ihor Razoronov · Ucrânia        | 402,5 kg          |
| Superpesado (+ 108 kg)     |                                   |                   |                                   |                   |                                 |                   |
| Arranque                   | Andrei Chemerkin · Rússia         | 200,0 kg          | Artur Skripkin · Rússia           | 195,0 kg          | Serhiy Nahirnyi · Ucrânia       | 182,5 kg          |
| Arremesso                  | Andrei Chemerkin · Rússia         | 250,0 kg          | Serhiy Nahirnyi · Ucrânia         | 230,0 kg          | Alexei Krusevich · Bielorrússia | 230,0 kg          |
| Total                      | Andrei Chemerkin · Rússia         | 450,0 kg          | Serhiy Nahirnyi · Ucrânia         | 412,5 kg          | Artur Skripkin · Rússia         | 410,0 kg          |

### Feminino
| Evento  | Ouro                           | Ouro     | Prata                          | Prata    | Bronze                        | Bronze   |
| ------- | ------------------------------ | -------- | ------------------------------ | -------- | ----------------------------- | -------- |
| 46 kg   | Donka Mincheva · Bulgária      | 147,5 kg | Liubov Averianova · Rússia     | 137,5 kg | Csilla Földi · Hungria        | 135 kg   |
| 50 kg   | Izabela Rifatova · Bulgária    | 160,0 kg | Anna Strumbu · Grécia          | 150,0 kg | Siika Stoeva · Bulgária       | 150,0 kg |
| 54 kg   | Neli Yankova · Bulgária        | 177,5 kg | Zhaneta Gueorguieva · Bulgária | 177,5 kg | Konstantina Misirlí · Grécia  | 160,0 kg |
| 59 kg   | Guergana Kirilova · Bulgária   | 192,5 kg | Bénédicte Comblez · França     | 172,5 kg | Diana Greenidge · Reino Unido | 167,5 kg |
| 64 kg   | Daniela Kerkelova · Bulgária   | 192,5 kg | Erzsébet Márkus · Hungria      | 190,0 kg | Alexía Papayeoryíu · Grécia   | 182,5 kg |
| 70 kg   | Milena Trendafilova · Bulgária | 207,5 kg | Theodula Spanú · Grécia        | 200,0 kg | Ilona Dankó · Hungria         | 192,5 kg |
| 76 kg   | Mária Takács · Hungria         | 215,0 kg | Derya Açıkgöz · Turquia        | 210,0 kg | Irina Kasimova · Rússia       | 207,5 kg |
| 83 kg   | Karoliina Lundahl · Finlândia  | 222,5 kg | Panayota Antonopulu · Grécia   | 212,5 kg | Venera Mannanova · Rússia     | 210,0 kg |
| + 83 kg | Liubov Grygurko · Ucrânia      | 217,5 kg | Myrtle Augee · Reino Unido     | 212,5 kg | Erika Takács · Hungria        | 207,5 kg |

## Quadro de medalhas
Quadro de medalhas no total combinado
| Ordem | País         | Medalha de ouro | Medalha de prata | Medalha de bronze | Total |
| ----- | ------------ | --------------- | ---------------- | ----------------- | ----- |
| 1     | Bulgária     | 8               | 3                | 3                 | 14    |
| 2     | Ucrânia      | 4               | 2                | 2                 | 8     |
| 3     | Rússia       | 3               | 2                | 3                 | 8     |
| 4     | Turquia      | 2               | 2                | 1                 | 5     |
| 5     | Hungria      | 1               | 1                | 3                 | 5     |
| 6     | Finlândia    | 1               | 0                | 0                 | 1     |
| 7     | Grécia       | 0               | 4                | 4                 | 8     |
| 8     | Geórgia      | 0               | 1                | 1                 | 2     |
| 8     | Reino Unido  | 0               | 1                | 1                 | 2     |
| 10    | Armênia      | 0               | 1                | 0                 | 1     |
| 10    | Bielorrússia | 0               | 1                | 0                 | 1     |
| 10    | França       | 0               | 1                | 0                 | 1     |
| 13    | Moldávia     | 0               | 0                | 1                 | 1     |
| Total | Total        | 19              | 19               | 19                | 57    |